# Itabirito
Itabirito es un municipio brasileño situado en el estado de Minas Gerais. Tiene una población estimada, a fines de 2022, de 58 554 habitantes.

## Geografía
Ubicado en el Quadrilátero Ferrífero de Minas Gerais, su economía gira en torno a la minería, el acero y el comercio, aunque las dos últimas actividades dependen invariablemente de la actividad minera realizada en el municipio. 
Se localiza en la latitud 20°15′12″ S y la longitud 43°48′5″ O, a una altitud media de 823 metros. Predomina el clima tropical de altitud, tipo Cwb en la clasificación climática de Köppen, con veranos templados y húmedos e inviernos secos. Ocasionalmente se registran heladas en el municipio. El punto culminante de Itabirito se encuentra en el Pico do Itabirito, un monolito de hematita de 1586 metros de altura.
La localidad es atravesada por la BR-356, una carretera sinuosa y peligrosa. También es atravesada por dos líneas de ferrocarril: la Línea Centro de la antigua Estrada de Ferro y la Ferrovia do Aço de la antigua RFFSA.   
Se encuentra a medio camino entre Ouro Preto (48 km) y Belo Horizonte (55 km). 
Según información del IBGE, el municipio tiene un área de 524.03 km².

## Historia
Itabirito, conocido en su época como Itabira do Campo, fue creado como distrito en 1752 y subordinado al municipio de Ouro Preto. Fue elevado a la categoría de villa con la denominación de Itabirito el 7 de septiembre de 1923 y a la condición de ciudad el 10 de septiembre de 1925.
Fue en el siglo XVIII, entre 1706 y 1709, que el capitán general Francisco Homem Del Rey y el piloto de la nave Nossa Senhora da Boa Viagem, Luiz de Figueiredo Monterroyo, llegaron a la región en busca de oro.
A partir de 1752, ya en la condición de Distrito Colonial de Vila Rica, recibió el nombre de Itabira do Campo, que lo identificó hasta el 7 de septiembre de 1923, cuando se emancipó políticamente y adoptó el nombre de Itabirito, originario del tupi, que significa "piedra que raya de rojo". El nombre hace alusión al hierro, mineral abundante en la región. 
El hecho de que la localidad esté ubicada entre Ouro Preto y el antiguo Curral del Rei, lugar elegido para convertirse en la nueva capital de Minas Gerais, hizo de Itabirito un punto de parada estratégico para los arrieros que transitaban por las montañas entre las dos localidades. 
Durante el siglo XIX hubo un alto flujo de inmigración a Itabirito, causado tanto por la exploración aurífera como por la construcción de la Estrada de Ferro. 